# Capsicum parvifolium
Capsicum parvifolium är en potatisväxtart som beskrevs av Sendt. Capsicum parvifolium ingår i släktet spanskpepparsläktet, och familjen potatisväxter. Inga underarter finns listade i Catalogue of Life.